# هجوم محطة باثانكوت 2016
في صبيحة اليوم الثاني من كانون الثاني (يناير) 2016، هاجمت جماعة مدججة بالأسلحة الثقيلة قاعدة باثانكوت الجوية، وهي جزء من القيادة الجوية الغربية التابعة للقوات الجوية الهندية. نجم عن الهجوم مقتل اثنين من الإرهابيين وثلاثة من أفراد قوات الأمن قتلوا في المعركة الأولى استغرقت المعركة وعملية التمشيط التي تبعتها حوالي 17 ساعة في 2 كانون الثاني (يناير) اشتبه أن الإرهابيين الذين كانوا يرتدون زي الجيش الهندي بأنهم منتمون لجماعة جيش محمد